# Хельге Броне
Хельге Броне  (дан. Helge Bronée, 28 березня 1922 — 3 червня 1999) — данський футболіст, що грав на позиції нападника.

## Клубна кар'єра
Броне почав свою кар'єру в клубах Копенгагена «Ханделсстанденс» та «Естербро», де він грав разом з іншим чудовим форвардом Карлом Оге Престом. У сезоні 1945/46 Броне забив 26 голів, які дозволили йому не тільки стати найкращим бомбардиром другого данського дивізіону, але і вийти з «Естербро» у вищу данську лігу. У сезоні 1946/47 Броне з 21 м'ячем у 18-ти матчах став найкращим снайпером чемпіонату Данії, а «Естербро» зайняв 4-е місце у своєму дебютному сезоні у вищій данській лізі.
Успіхи в Данії посприяли переходу Броне за кордон, в 1948 році він перейшов у французький клуб «Нансі», де грав до 1950 року. «Нансі» в ті роки не відзначався, успіхом можна виділити лише півфінал Кубка Франції у рік приходу Броне в команду. 
З Франції Броне поїхав до Італії, де підписав контракт за 40 мільйонів лір з клубом «Палермо», що грав у Серії А, який в обидва сезони гри за клуб Броне займав послідовно 10 та 11 місця. З «Палермо» Броне перейшов у «Рому», яка щойно вийшла у Серію А. У римському клубі Броне був твердим гравцем основи, а клуб двічі займав 6-е місце в чемпіонаті. З «Роми» Броне перейшов до «Ювентуса», срібного призера попереднього чемпіонату, де воз'єднався зі своїм колишнім партнером по «Естербро» Карлом Оге Престом. Але в сезоні 1954-55 у «Юве» гра не пішла і «Стара синьйора» задовольнилася лише 7-м місцем, що посприяло «розгону» частини гравців, включаючи і Броне, що пішов в «Новару», яка, незважаючи на всі зусилля Броні, забившого 10 м'ячів (з 45 забитих командою), посіла передостаннє, 17-е місце і вилетіла в Серію B.
Після «Новари» Броне повернувся в Данію, де завершив кар'єру в «Редовре» та клубі «Б 93».
Помер 3 червня 1999 року на 78-му році життя.

## Виступи за збірну
8 серпня 1945 року зіграв за данську «молодіжку», яка перемогла команду Норвегії з рахунком 5:1, з 5-ти м'ячів Броне забив два.
А вже через місяць, 9 вересня, Броне, гравець другої датської ліги, дебютував у національній збірній Данії грою з норвежцями, в якій данці були сильнішими 5:1, а Броне на 30-й хвилині відкрив рахунок у матчі.
Проте через правила, що діяли в той час, Броне, підписавши контракт з клубом «Нансі», автоматично ставав професійним футболістом, що ставило хрест на його кар'єрі в збірній Данії, в якій дозволялося грати тільки футболістам-аматорам. Протягом кар'єри у національній команді, яка тривала 2 роки, провів у формі головної команди країни 4 матчі, забивши 1 гол.

## Титули і досягнення
- Найкращий бомбардир Чемпіонату Данії: 1946-47